# باشگاه فوتبال رئال مورسیا
باشگاه فوتبال رئال مورسیا (به اسپانیایی: Real Murcia Club de Fútbol) یک باشگاه اسپانیایی است که در شهر مورسیا واقع شده است. این باشگاه هم‌اکنون در سگوندا دیویژن بی حضور دارد.
این باشگاه در سال ۱۹۰۸ میلادی تأسیس شده است.
رئال مورسیا با کسب ۸ مقام قهرمانی در سگوندا دویژن٬ پرافتخارترین تیم در این مسابقات به حساب می‌آید. این باشگاه همچنین ۱۸ فصل در لالیگا حضور داشته است.

## بازیکنان مشهور
- کوستاس چالکیاس

## مربیان مشهور
- فردیناند دائوییک
- آنتونی رامالتس
- فرانس پوشکاش
- لادیسلائو کوبالا
- خاویر کلمنته